# Detecció de neutrons
La detecció de neutrons és la detecció efectiva dels neutrons que entren en un detector ben posicionat. Hi ha dos aspectes clau per a la detecció efectiva de neutrons: maquinari (hardware) i programari (software). El maquinari de la detecció es refereix al tipus de detector de neutrons usat (el més comú actualment és el comptador de centelleig o escintel·lació (scintillation counter) i als components electrònics usats en la detecció. La configuració del maquinari també defineix paràmetres experimentals clau, com la distància font-detector, angle sòlid i el detector de blindatge. El programari de detecció consta d'eines d'anàlisi que fan tasques com l'anàlisi gràfica per a mesurar el nombre i energies dels neutrons que colpegen el detector.

## Opcions clàssiques de detecció de neutrons
Com a resultat de les propietats dels neutrons, la detecció cau en diverses categories principals:
- Les reaccions d'absorció amb reaccions ràpides - els neutrons de baixa energia es detecten indirectament a través de les reaccions d'absorció. Els materials típics d'absorció utilitzats tenen alta seccions transversals per a l'absorció de neutrons, i inclouen heli 3, liti 6, bor 10 i urani 235 Cadascun d'aquests reacciona per emissió de partícules ionitzades d'energia altes, la pista d'ionització dels quals poden ser detectades per un gran nombre de mitjans. Les reaccions d'ús comú com  3 H, ⁶Li(n,α) 3H, ¹⁰B(n,α) 7Li i la fissió d'urani.[1]

- Els processos d'activació - Els neutrons poden ser detectats per la reacció amb els amortidors en una captura radiativa, espalació o una reacció similar, la producció de productes de la reacció que després decauen en algun moment posterior, l'alliberament de partícules beta o gamma. Determinats materials (per exemple, indi, or, rodi, ferro, alumini, niobi i silici tenen molt grans seccions transversals de la captura de neutrons dins d'una banda molt estreta de l'energia. L'ús de mostres d'absorbidors múltiples permet la caracterització de l'espectre d'energia de neutrons. L'activació també permet la recreació d'una exposició històrica de neutrons (per exemple, la recreació forense de l'exposició de neutrons en un accident de criticitat).[1]

- Reaccions de dispersió elàstica (també anomenades de retrocés de protó) - els neutrons d'alta energia es detecten indirectament a través de reaccions de dispersió elàstica. Els neutrons xoquen amb el nucli dels àtoms en el detector, que transfereixen energia a aquests nuclis i que creen un ió, el qual es detecta. Atès que la màxima transferència d'energia es produeix quan la massa de l'àtom amb la qual els neutrons xoquen és comparable a la massa del neutró hidrogenós que són materials hidrogenats amb un alt contingut d'hidrogen, tal com aigua o el plàstic. Aquests materials són sovint el mitjà preferit per als detectors d'aquest tipus.

## Tipus de detectors de neutrons

### Detectors proporcionals de gas
Els detectors proporcionals de gas es poden adaptar per a detectar neutrons.

#### Detectors proporcionals omplerts de gas He3
Un isòtop de l'heli, He3 proporciona un material efectiu per detectar neutrons, però el subministrament de He3 es limita a la seva producció com subproducte de la degradació del triti que es fa servir en armes nuclears.

#### Detectors proporcionals plens de gas BF₃
Com que el bor elemental no és gasós, els detectors de neutrons que contenen bor usen trifluorur de bor (BF₃) enriquit amb un 96% de bor 10.

#### Detectors proporcionals folrats de bor
Alternativament els comptadors proporcionals omplerts de ga folrats de borreaccionen de forma similar als detectors proporcionals plens de gas BF₃, amb l'excepció que les parets són recobertes amb ¹⁰B.

### Detectors de neutrons per escintil·lació
Els detectors de neutrons per escintil·lació inclouen escintil·ladors orgànics líquids, crystals, plastics, glass and scintillation fibers.

#### Detectors de fibra de vidre sensible a l'escintel·lació
El vidre de liti⁶ per la detecció de neutrons data de 1957

### Detectors de neutrons semiconductors
S'han fet servir els semiconductors per a detectar neutrons.

### Detectors d'activació de neutrons
Les mostres es poden posar en un camp de neutrons per caracteritzar-ne l'espectre d'energia i la intensitat. Es poden fer servir reaccions d'activació incloent 56Fe(n,p) 56Mn, 27Al(n,α)24Na, 93Nb(n,2n) 92mNb, & 28Si(n,p)28Al.

### Detectors de neutrons ràpids
Aquesta detecció presenta problemes especials.

## Aplicacions
- Instrumentació de reactors: la detecció de neutrons dona una mesura important de l'energia en una planta nuclear.
- Física de partícules: s'ha proposat la detecció de neutrons com un mètode de millora per la detecció de neutrins.[12]

- Ciència dels materials: permet caracteritzar la morfologia de materials des de l'escala d'Angstroms a un micró.

- Seguretat en la radiació: la radiació de neutrons és un perill associat amb la font de neutrons en els viatges espacials i també s'usa per a la seguretat de les plantes d'energia nuclear.

- Detecció de radiació còsmica
- Detecció de material nuclear especial: El material nuclear especials (SNM) com l'Urani-233 i el Plutoni-239 decauen per fissió espontània, donant neutrons.